# Bruno Faass
Bruno Faass (* 2. November 1882 in Derenburg; † 29. Dezember 1951 in Göttingen) war ein deutscher Bibliothekar.

## Leben
Faass war Sohn eines Apothekers. Er studierte Geschichte, Philosophie und Klassische Philologie. Während seines Studiums wurde Faass 1901 Mitglied der Sängerschaft Salia Halle und der Sängerschaft Gotia Göttingen. Er wurde 1907 an der Philosophischen Fakultät der Universität Göttingen promoviert. 1908 begann er als Hilfsarbeiter an der Sächsischen Landesbibliothek Dresden, 1914 wurde er Bibliotheks-Assistent. Von 1915 bis 1918 war er im Kriegsdienst, 1919 wurde er Bibliotheksrat. Faass blieb bis zu seiner Pensionierung 1945 an der Bibliothek in Dresden. Dort entwickelte er zwischen 1917 und 1927 einen neuen Fachkatalog mit 19 weitgehend selbstständigen Fachgruppen, nachdem die Bibliothek auf numerus currens umgestellt wurde. Am 25. Oktober 1939 beantragte er die Aufnahme in die NSDAP und wurde zum 1. Januar 1940 aufgenommen (Mitgliedsnummer 7.356.264). Aufgrund dessen wurde er 1945 aus dem öffentlichen Dienst entlassen.

## Werke
- Studien zur Überlieferungsgeschichte der Römischen Kaiserurkunde (von der Zeit des Augustus bis auf Justinian). In: Archiv für Urkundenforschung, Bd. 1 (1908), 2, S. 185–272.
- Dresdener Bibliothekenführer. Dresden: Heinrich 1915 (Digitalisat).
- Die neuen Fachkataloge der Sächsischen Landesbibliothek. In: Beiträge zur Sachkatalogisierung, Leipzig: Harrassowitz 1937 (Sammlung bibliothekswissenschaftlicher Arbeiten), S. 63–86.